# 里基茨石屋
里基茨石屋（Clemuel Ricketts Mansion）位於美國賓夕法尼亞州沙利文縣，是屬於格魯吉亞風格的房舍，主要建築房子為石頭，因此也被稱為里基茨石屋。該石屋建於1852年，為當地里基茨家族擁有。本來石屋建造的目的僅是為了狩獵，後來在19世紀末期發展成小酒館。
臨著湖泊美景的該石屋屬於L型建物，有兩層半樓高。最大特色是厚達0.6公尺的石牆。1913年後陸續擴建整修，今日共有28間客房，四個廳室；連同庭園約有26,000公頃。因為具有歷史價值，美國國家史蹟名錄早於1950年就將其列入。
今石屋產權屬於私人俱樂部所有，並不對公眾開放。之後，也進行天窗、窗戶、電氣線路及管線建設。即使現代化了，仍不改其存在價值。國家史蹟名錄內文，甚至稱頌里基茨大樓是格魯吉亞鄉土建築的傲人傑作。